# Такеуті Кен
Кен Такеуті (яп. ウィキペディア) — японський сейю. Народився 1978 року в місті Токіо, Японія. Озвучив 12 аніме (на 2013 рік).

## Озвучення в аніме
- 2013 рік — Brothers Conflict — Луїс,
- 2010 рік — KissXsis TV — Кейта Суміное,
- 2009 рік — Хеталія і країни Осі ONA — Литва,
- 2008 рік — KissXsis OVA — Кейта Суміное,
- 2006 рік — Райська школа — Какеру Одзава,
- 2005 рік — Мейджор [ТВ-2] — Ойкава,
- 2005 рік — Скляний кролик — Харукі Кавасіма,
- 2005 рік — Loveless — Кіо Кайдо,
- 2004 рік — Спекотне літо — Еролюція — Юсуке Такадзакі,
- 2003 рік — Хрестовий похід Хроно — Тін,
- 2003 рік — Спекотне літо [ТВ] — Юсуке Такадзакі,
- 2003 рік — Дорогі хлопці — Ранмару Міура.

## Змішані ролі
- 2013 — Brothers Conflict — вокал [14 to 1].